# Lesbates caviunas
Lesbates caviunas är en skalbaggsart som först beskrevs av Dillon 1949.  Lesbates caviunas ingår i släktet Lesbates och familjen långhorningar. Inga underarter finns listade i Catalogue of Life.